# Robert Leslie Usinger
Pour les articles homonymes, voir Usinger.
Robert Leslie Usinger (né le 24 octobre 1912 à Fort Bragg (Californie) et mort le 1er octobre 1968 à San Francisco) est un entomologiste américain,,,.

## Biographie
Il devient président de l’Entomological Society of America (ESA) en 1965-1966.